# Nutting-rozsdafarktirannusz
A Nutting-rozsdafarktirannusz (Myiarchus nuttingi) a madarak osztályának a verébalakúak (Passeriformes) rendjébe, a királygébicsfélék (Tyrannidae) családjába tartozó faj.

## Rendszerezése
A fajt Robert Ridgway amerikai ornitológus írta le 1882-ben. Nevét Charles Cleveland Nutting amerikai zoológus tiszteletére kapta.

## Alfajai
- Myiarchus nuttingi flavidior van Rossem, 1936 vagy Myiarchus flavidior
- Myiarchus nuttingi inquietus Salvin & Godman, 1889
- Myiarchus nuttingi nuttingi Ridgway, 1882[2]

## Előfordulás a
Az Amerikai Egyesült Államok, Mexikó, Costa Rica, Guatemala, Honduras, Nicaragua és Salvador területén honos.
Természetes élőhelyei a mérsékelt övi erdők, szubtrópusi és trópusi száraz erdők, síkvidéki és hegyi esőerdők, valamint cserjések és másodlagos erdők. Állandó, nem vonuló faj.

## Megjelenése
Testhossza 19 centiméter.

## Természetvédelmi helyzete
Az elterjedési területe rendkívül nagy, egyedszáma is nagy, viszont csökken, de még nem éri el a kritikus szintet. A Természetvédelmi Világszövetség Vörös listáján nem fenyegetett fajként szerepel.